# Embraer EMB 312 Tucano

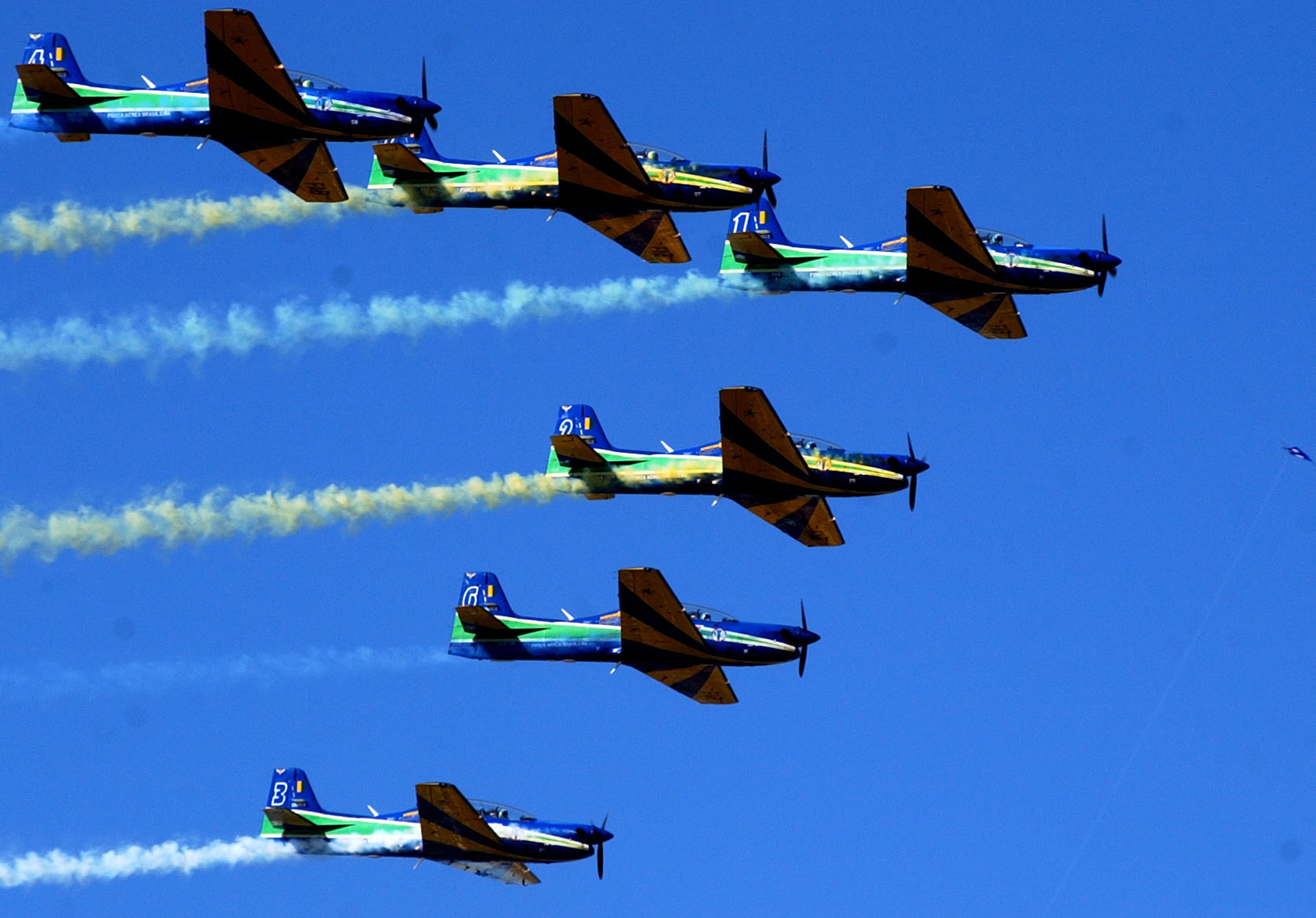
Het rookeskader van de Braziliaanse luchtmacht op de onafhankelijkheidsdag.

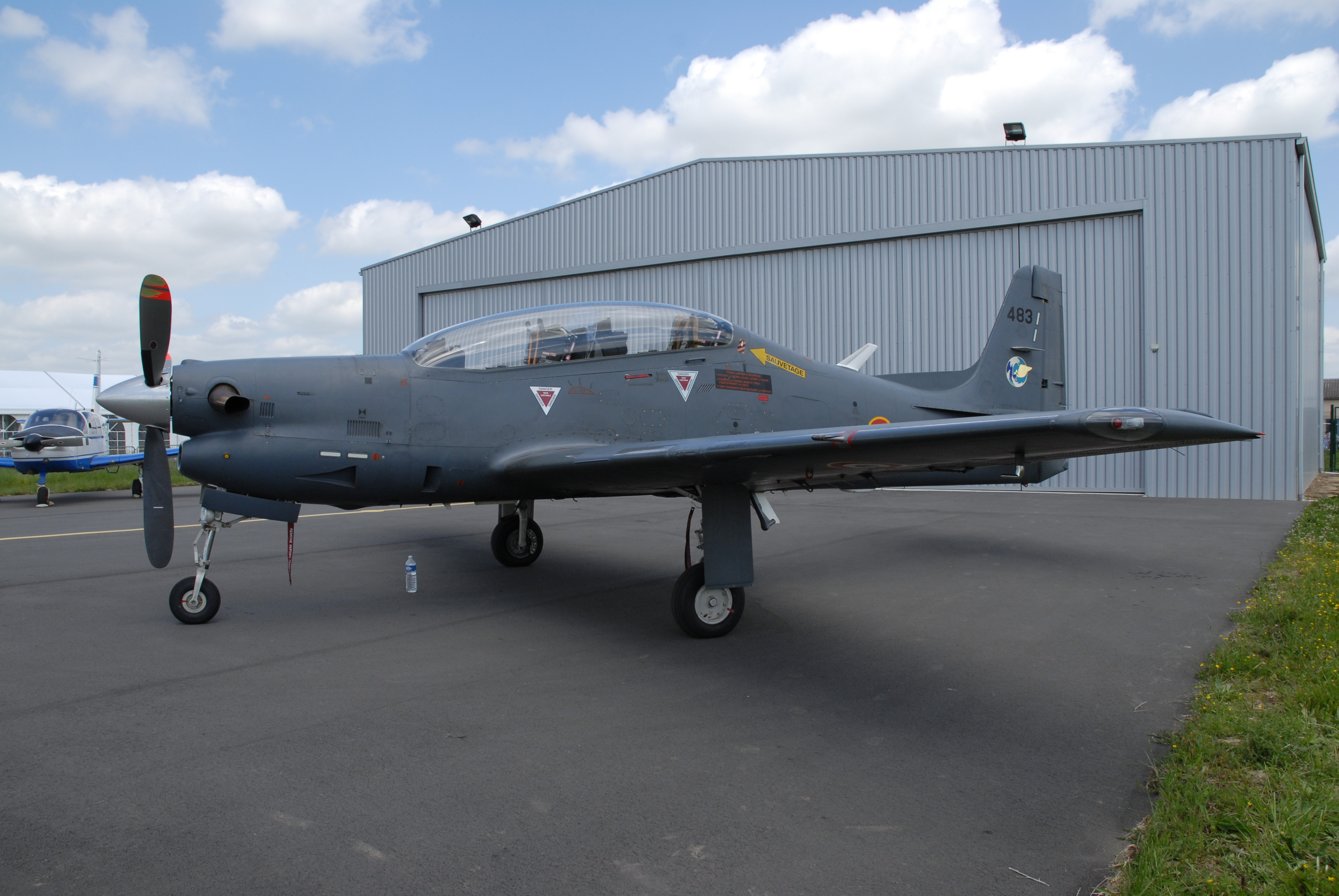
Een Franse Tucano op de AirExpo 2007.

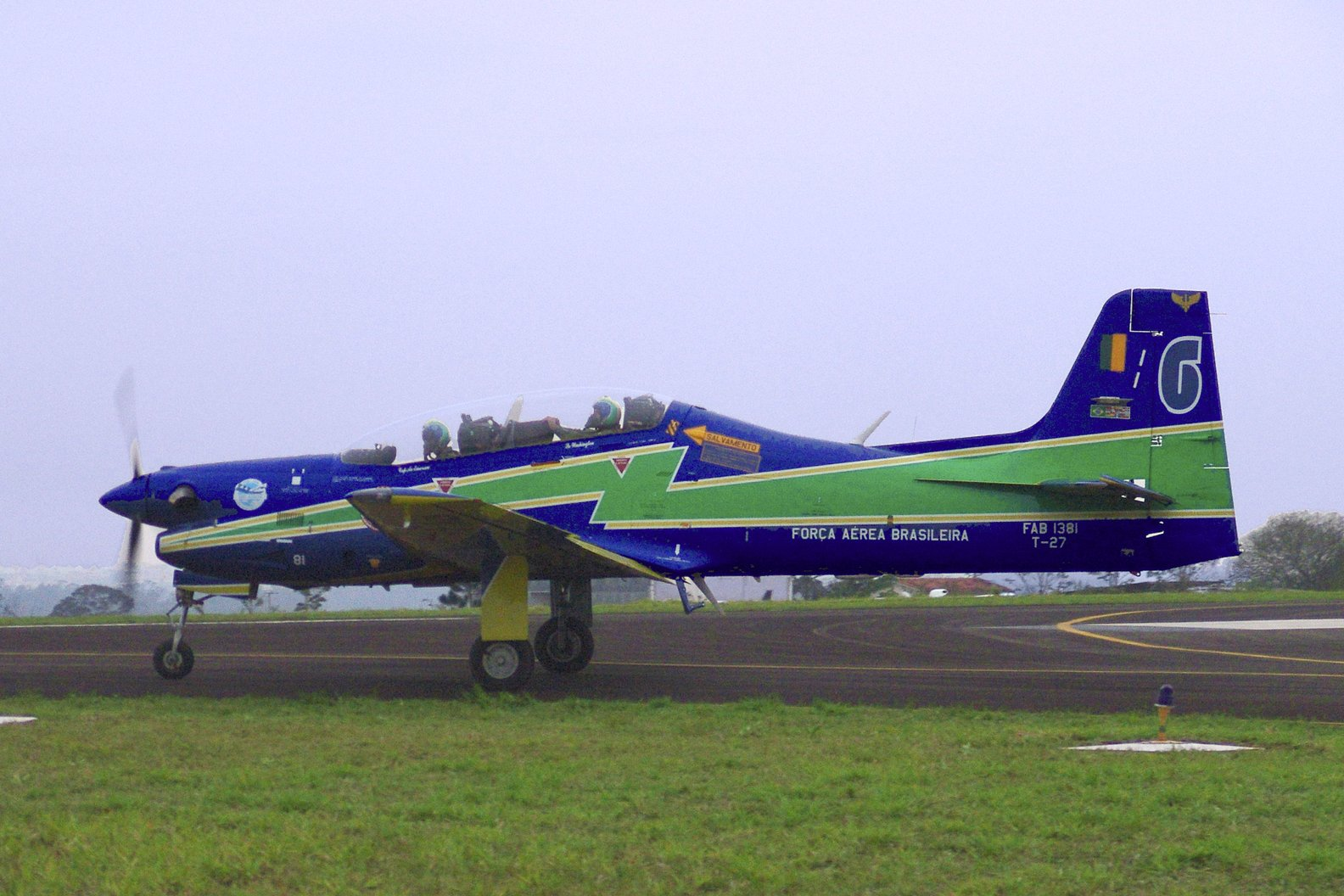
Een toestel van het rookeskader van de Braziliaanse luchtmacht.

De Embraer EMB 312 Tucano is een klein tweezits militair trainingsvliegtuig van de Braziliaanse vliegtuigconstructeur Embraer.

## Ontwikkeling
De Tucano werd ontwikkeld op vraag van het Braziliaanse Ministerie van Luchtvaart die de Cessna T-37C's wilde vervangen. Het toestel werd in 1978 ontwikkeld met twee zitplaatsen waarvan de achterste iets hoger staat. De motor werd een turboprop van Pratt & Whitney Canada die een driebladige propeller aandrijft. Op 6 december 1978 werd een contract met Embraer getekend voor twee prototypes en twee toestellen voor uithoudingstesten. Op 16 augustus 1980 maakte één ervan een eerste vlucht. Het toestel kreeg de naam Tucano mee. Bij de Braziliaanse luchtmacht kreeg het vliegtuig de Designatie T-27. De lichte aanvalsvariant kreeg er de designatie AT-27. Op 29 september 1983 werden de eerste zes toestellen aan de luchtmacht geleverd. Deze waren bestemd voor het luchtdemonstratie-eskader.
In het Verenigd Koninkrijk werd met de EMB 312 als basis de Shorts Tucano ontwikkeld. Die onderging enige wijzigingen zoals een andere motor, een vierde propellerblad, aangepaste vleugeltippen en een aangepast cockpitscherm. Het toestel werd ontwikkeld voor deelname aan een competitie van de Royal Air Force die de BAC Jet Provost wilde vervangen. De Tucano werd in 1985 verkozen boven de andere inzendingen en het eerste toestel werd in 1989 aan de RAF geleverd, waar het de aanduiding T1 kreeg. De Short Tucano werd ook geëxporteerd naar Kenia en Koeweit waar het respectievelijk Mk.51 en Mk.52 heet.
Ook de Amerikaanse luchtmacht zocht midden jaren 1990 een nieuw basistrainingsvliegtuig en schreef een competitie (JPATS) uit. Embraer vormde een partnerschap met het Amerikaanse Northrop dat de Tucano verbeterde tot de Embraer EMB 314 Super Tucano. Hoewel in 1995 de T-6 Texan II uit de zeven deelnemers verkozen werd ging de ontwikkeling van de Super Tucano toch door. Het toestel vloog voor het eerst in 1999 en in december 2003 werden de eerste exemplaren geleverd aan de Braziliaanse luchtmacht.

## Varianten
EMB-312Standaardmodel.
EMB-312FVersie voor de Franse luchtmacht met Franse avionica.
EMB-312HMet Northrop ontwikkeld prototype voor testen van de Amerikaanse luchtmacht waarvan de Embraer EMB 314 Super Tucano werd afgeleid.
T-27Trainingstoestel van de Braziliaanse luchtmacht.
AT-27Licht aanvalstoestel van de Braziliaanse luchtmacht.
Shorts TucanoBritse afgeleide voor de Britse luchtmacht.

## Gebruikers
Angolese volksluchtmacht/luchtverdediging en luchtafweer14 toestellen waaronder 6 gekocht van Peru.
 Argentijnse luchtmacht30 toestellen.
 Braziliaanse luchtmacht151 toestellen.
 Colombiaanse luchtmacht15 toestellen.
 Dominicaanse luchtmacht10 toestellen.
 Egyptische luchtmacht54 toestellen waarvan 40 in licentie gebouwd.
 Franse luchtmacht50 toestellen.
 Hondurese luchtmacht12 toestellen.
 Luchtmacht van de Islamitische Iraanse Republiek15 toestellen.
 Iraakse luchtmacht80 toestellen in Egypte gebouwd.
 Paraguayaanse luchtmacht6 toestellen waarvan reeds 3 verongelukt.
 Peruviaanse luchtmacht30 toestellen waarvan 6 verkocht aan Angola.
 Venezolaanse luchtmacht31 toestellen.